# Johann Stromer (Rechtswissenschaftler)

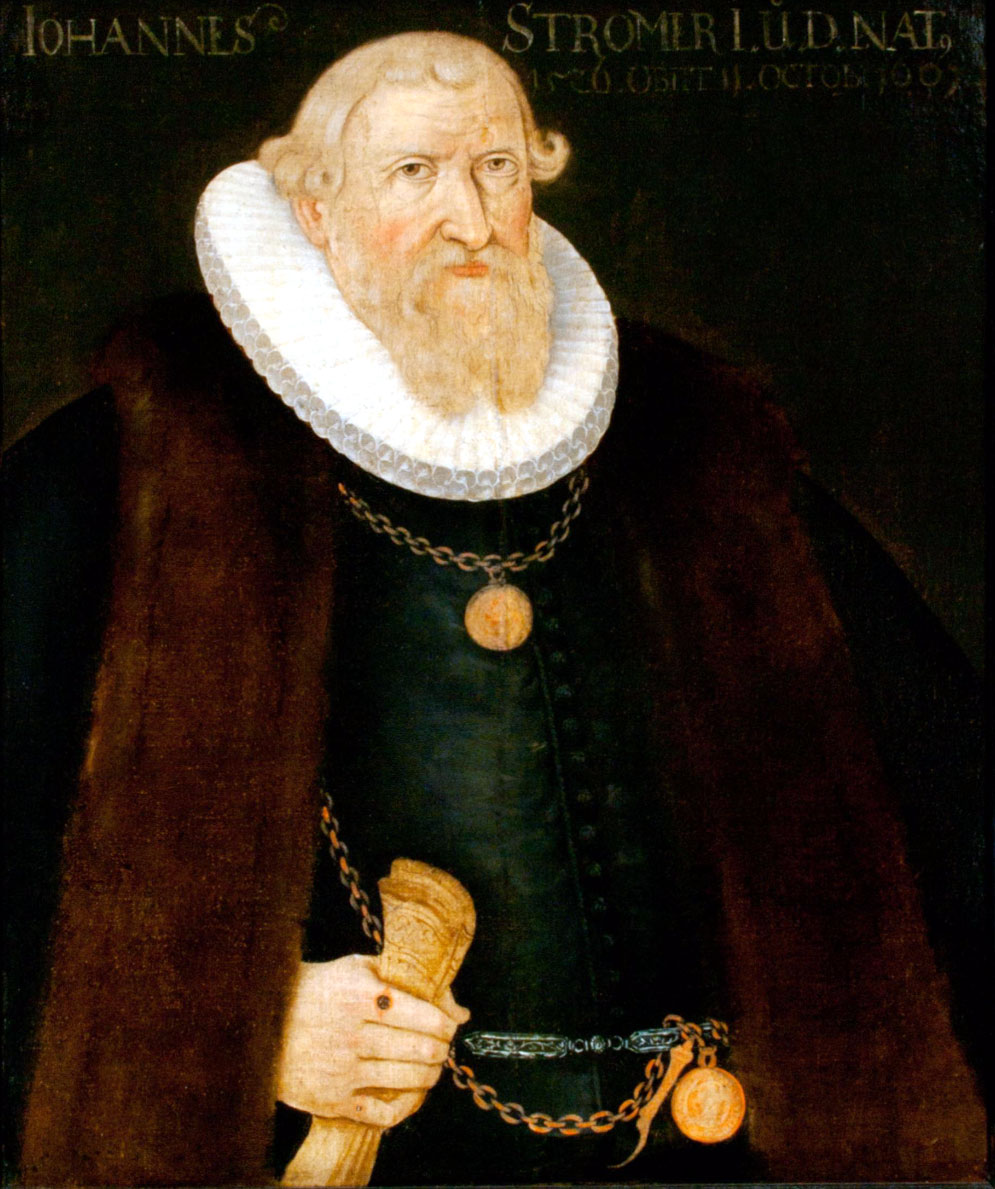
Johann Stromer

Johann Stromer (* 22. Juli 1526 in Auerbach in der Oberpfalz; † 11. Oktober 1607 in Jena) war ein deutscher Rechtswissenschaftler.

## Leben
Stromer war das zehnte Kind des Ratsherrn Johann Stromer und dessen Frau Catharina Kelner. 1536 bezog er die Schule in Nürnberg und wurde nach einem dreiviertel Jahr nach Leipzig geschickt. An der Universität Leipzig immatrikulierte er sich im Sommersemester 1536 und erwarb im Wintersemester 1543 das philosophische Baccalaurat. Während der Zeit des Schmalkaldischen Krieges legte er seine Studien nieder und war Soldat während der Leipziger Belagerung. Danach setzte er am 12. November 1548 seine juristischen Studien an der Universität Wittenberg fort. Hier wurden Benedikt Pauli, Johann Schneidewein, Laurentius Lindemann, Joachim von Beust und Michael Teuber seine Lehrer.
Einige Zeit später kehrte er nach Leipzig zurück, wo Pierre Loriot, Ludwig Fachs, Paul Lobwasser (1513–1566) und Modestinus Pistoris seine Lehrer waren. 1559 wurde er juristischer Baccalaurus. 1560 erhielt er das Lizentiat und promovierte zum Doktor der Rechte. 1566 wurde er Professor der Institute in Leipzig und 1568 Professor des Kodex. 1570 war er Rektor der Leipziger Hochschule, wurde 1578 Kanzler in Weimar und 1587 Professor des Kirchenrechts an der Universität Jena. Er wurde Direktor des Jenaer Konsistoriums und Hofgerichts. Zudem beteiligte er sich an den organisatorischen Aufgaben der Salina und war im Sommersemester 1590 sowie 1600 Rektor der Alma Mater.
Stromer wurde am 13. Oktober in Jena begraben.

## Familie
Stromer war zwei Mal verheiratet. Seine erste Ehe schloss er am 27. August 1555 in Leipzig mit Anna Volckmar (* um 1530 in Leipzig; begr. 12. September 1580 in Weimar), der Tochter des Augustin Volckmar (* um 1490 in Leipzig; † 11. November 1550 ebd.). Aus der Ehe gingen sieben Söhne und zwei Töchter hervor.
- Johann Stromer (* 1556 Leipzig; † 6. Juli 1607 in Weimar) Dr. jur., gräflich hohensteinischer Kanzler und fürstlich Braunschweigischer Rat, ⚭ 22. September 1600 in Weimar mit Elisabeth Schröter (* 5. Juli 1574 in Weimar; † 10. Januar 1639 in Jena), die spätere Ehefrau von Johannes Major, die Witwe des Johann Georg Neumeier (1570–1597).
- Augustin Stromer († 1608 in Jena) 1579 immatr. Uni. Jena (gratis)
- Michael Stromer (* 15. Dezember 1565 in Leipzig; † 5. April 1603 in Jena) Dr. jur., Advokat Hofgericht Jena
- Melchior Stromer
- Christoph Stromer
- Georg Stromer
- Christian Stromer
- Magaretha Stromer ⚭ I. 8. Februar 1580 in Weimar mit Valentin Ziegler, II. 27. November 1587 in Jena mit dem Juristen Christian Steinacker (1565–1622)[1]
- Catharina Stromer

1582 heiratete er Catharina Börner (* 1564 in Jena; † 23. Oktober 1622 ebd.), die Tochter des gräflich schwartzburgischen Kanzlers Johann Börner und Witwe des Johann Breutheupt in Kreuzburg. Aus der Ehe stammen ein Sohn und eine Tochter. Von den meisten Kindern verstarben viele vor dem Vater.
- Johann Friedrich Stromer (* Jena) immatr. 1628 Uni. Jena
- Anna Maria Stromer